# Iwami (Tottori)
Iwami (岩美町?) è una cittadina giapponese della prefettura di Tottori.